# Enciclopèdia Larousse
L'Enciclopèdia Larousse és l'obra de referència clàssica de la llengua francesa. Compta amb una versió reduïda (Le Petit Larousse) i una enciclopèdia tradicional (Grand Larousse encyclopédique), traduïda en 14 idiomes amb adaptacions locals (destaca la versió castellana feta per Editorial Planeta). L'enciclopèdia va comptar amb més de 800 col·laboradors de prestigi i es va començar a publicar als anys 60. El 2008 es va transformar en una enciclopèdia en línia amb contingut multimèdia que inclou entrades revisades per experts i altres creades de manera col·laborativa pels lectors.
Està formada per diccionaris, llibres temàtics, llibres infantils, etc. Segons el país al qual pertanyi tindrà una classificació diferent, sigui per temàtiques, tipologia o consumidors als quals va destinats.

## Història

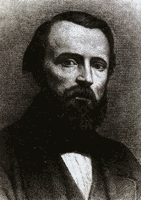
Pierre Larousse.

Pierre Larousse va fundar l'any 1852 la seva editorial Larousse. Tenia l'objectiu de promoure i difondre el coneixement sense fronteres. Actualment, s'ha convertit en una de les obres de referència en el món de les enciclopèdies, ja que compta amb un ampli catàleg.
Durant aquests últims anys, la marca Larousse ha apostat pels llibres il·lustrats sobre diversos temes, per tal de satisfer les necessitats dels diferents públics existents.
S'ha donat també, molta importància a la relació dels infants amb els llibres, fomentant la lectura, l'aprenentatge de llengües i a l'entreteniment.
Pel que fa al naixement del logotip, va ser l'any 1876 quan es va crear el símbol més conegut de Larousse, la flor de dent de lleó. Aquell any, Émile Reiber, un arquitecte i decorador francès va ser l'encarregat de donar vida a la imatge de la marca.
Posteriorment, l'any 1955, l'artista, decorador i grafista Jean Picart Le Doux va modificar el dibuix potenciant les faccions i la cabellera de la dona en forma de flames.
No va ser fins a l'any 1993 en què Yann Pennor's va dissenyar la imatge com la coneixem avui dia.

## Volums
- Grand Dictionnaire universel (1864-90, 15 volums), es troba al Index librorum prohibitorum per l'Església Catòlica.

- Nouveau Dictionnaire illustré (1864), ampliat posteriorment amb el títol de Noveau Larousse illustré (edicions fins al 1939; i es va reprendre la seva publicació des del 1950 fins al 1957).

- Larousse du XX siècle (1928, 6 volums);

- El Grand Larousse Encyclopédique (1960, 10 volums)

- La Grande Encyclopédie Larousse (1971-76, 20 volums)

## Temes que abasta
A la versió francesa de l'enciclopèdia es tracten temes propis de la història, cultura i política de França. En el cas d'Espanya es dona una visió diferent, per tant, segons el país on es faci la publicació de l'obra tindrà un contingut i ordenació dels continguts diferents als altres territoris.
En el cas de la versió francesa, la divisió dels seus llibres va marcada segons la temàtica que tracten. Aquesta està formada per 5 grans grups. Dins d'aquests podem trobar subgrups per concretar més quina és la informació que contenen. Són els següents:
| Història i Política | Filosofia, Lletres i Arts | Geografia | Ciència i Medicina | Natura i Ecologia                                                                                     |
| --- | --- | --- | --- | --- |
| - Democràcia - Roma Antiga - Edat Mitjana - Descobriments - Lluís XIV - La Revolució Francesa - Napoleó - Primera Guerra Mundial - Segona Guerra Mundial - La Resistència - La Descolonització - La Cinquena República | - Estils - Classisme - Impressionisme - Romanticisme - Disseny - Surrealisme - Kant - Homer - Víctor Hugo - Poesia - Beethoven - Miquel Àngel | - Història de la terra - Clima - Població - Demografia - Globalització - Geologia - França - Espanya - Xina - Estats Units - Algèria - Canadà | - Cèl·lula - Cervell - Genètica - Fotosíntesi - Alimentació - Internet - Adaptació - Àtom - Llum - Sistema Solar - Vacunació - Oxígen | - Biodiversitat - Energia renovable - Desenvolupament sostenible - Escalfament global - Fauna - Flora |

## Notícies
- A Espanya, la pàgina web de l'enciclopèdia i editorial disposa d'un blog de notícies on es publiquen articles amb regularitat informant del dia a dia de l'editorial.[4]
- L'hemroteca de La Vanguàrdia disposa de diferents publicacions publicitàries per a fomentar la lectura i donar a conèixer l'enciclopèdia als lectors.[5][6][7][8][9]